# Охајо (музичка група)
Охајо је српска музичка група из Београда. Жанровски се најчешће сврстава у алтернативни рок и инди рок.

## Историја
Групу Охајо су почетком 2023. године основали Душан Страјнић Дукат (Stray Dogg), Марко Ајковић (Артан Лили) и Дарио Вуксановић (Савана).
Жири ТВ емисије Бунт, која се приказује на РТС-у, прогласио је сингл Моје време за најбољу песму 2024. године. Песма Сијам изабрана је за хит 2024. године на Радио Београду 202, у емисији Хит 202.

## Дискографија

### Синглови
- Пут (2023)
- Сијам (2023)
- Моје време (2024)
- МаМа (2025)
- Човек (2025)

## Учешћа на фестивалима
- 2025 — Песма за Евровизију ’25, с песмом МаМа (освојено 7. место)[6][7]

## Награде и номинације
- Награда Милан Младеновић

| Година | Номиновано дело | Исход      | Изв.  |
| ------ | --------------- | ---------- | ----- |
| 2023.  | Пут             | Номинација | [ 8 ] |

- Награде ТВ емисије Бунт

| Година | Категорија   | Номиновано дело | Исход    | Изв.  |
| ------ | ------------ | --------------- | -------- | ----- |
| 2025.  | Песма године | Моје време      | Освојено | [ 4 ] |